# Sara Allemand
Sara Allemand (25 luglio 2000) è una sciatrice alpina italiana.

## Biografia
Specialista delle prove veloci originaria di Bardonecchia e attiva dal novembre del 2016, in Coppa Europa Sara Allemand ha esordito 14 dicembre 2017 ad Andalo in slalom gigante, senza completare la prova, e ha conquistato il primo podio il 17 dicembre 2024 a Zinal in supergigante (3ª). Non ha debuttato in Coppa del Mondo e non ha preso parte a rassegne olimpiche o iridate.

## Palmarès

### Coppa Europa
- Miglior piazzamento in classifica generale: 10ª nel 2025
- 3 podi:
  - 1 secondo posto
  - 2 terzi posti